# Kalifornien-Rundfahrt 2008
Die 3. Kalifornien-Rundfahrt ist ein Rad-Etappenrennen, das vom 17. bis 24. Februar 2008 stattfand. Es wurde in einem Prolog und sieben Etappen über eine Distanz von 1045 Kilometern ausgetragen. Die Rundfahrt ist Teil der UCI America Tour 2008 und dort in die höchste Kategorie 2.HC eingestuft.

## Teilnehmende Teams
UCI ProTour Teams
- Astana
- Bouygues Télécom
- Crédit Agricole
- CSC
- Gerolsteiner
- Liquigas
- Quick Step
- Rabobank
- Saunier Duval-Scott
- High Road

UCI Professional Continental Teams
- BMC
- Slipstream-Chipotle

UCI Continental Teams
- Bissell
- Health Net-Maxxis
- Kelly Benefit Strategies-Medifast
- Rock Racing
- Toyota-United

## Etappen
| Etappe    | Tag         | Start – Ziel                          | km    | Etappensieger      | Führender         |
| --------- | ----------- | ------------------------------------- | ----- | ------------------ | ----------------- |
| Prolog    | 17. Februar | Palo Alto – Stanford University (EZF) | 3,4   | Fabian Cancellara  | Fabian Cancellara |
| 1. Etappe | 18. Februar | Sausalito – Santa Rosa                | 156   | Juan José Haedo    | Fabian Cancellara |
| 2. Etappe | 19. Februar | Santa Rosa – Sacramento               | 186   | Tom Boonen         | Tyler Farrar      |
| 3. Etappe | 20. Februar | Modesto – San José                    | 165   | Robert Gesink      | Levi Leipheimer   |
| 4. Etappe | 21. Februar | Seaside – San Luis Obispo             | 218   | Dominique Rollin   | Levi Leipheimer   |
| 5. Etappe | 22. Februar | Solvang (EZF)                         | 24    | Levi Leipheimer    | Levi Leipheimer   |
| 6. Etappe | 23. Februar | Santa Barbara – Santa Clarita         | 169,6 | Luciano Pagliarini | Levi Leipheimer   |
| 7. Etappe | 24. Februar | Santa Clarita – Pasadena              | 150   | George Hincapie    | Levi Leipheimer   |